# Les Enfoirés font leur cinéma
Albums de Les Enfoirés
Les Secrets des Enfoirés Les Enfoirés... la Crise de Nerfs
Les Enfoirés font leur cinéma est le dix-huitième album enregistré par Les Enfoirés lors de leurs sept concerts au Palais omnisports de Paris-Bercy du mercredi 21 au lundi 26 janvier 2009.
En 2009, l'album est certifié triple disque de platine en France avec plus de 300 000 exemplaires vendus

## Fiche technique
- Copiste : Véronique Duval
- Prompteur : David Introligator
- Backline : Gérard Cervelli, Danielo Carnisa & Luc Vindras
- Réalisation émission : Pascal Duchêne
- Montage : Jean-Pirre Baiesi
- Direction artistique : Anne Marcassus, Yves Mayet, Alexis Grosbois & Jean-Philippe Lemonnier

## Audience
12,3 millions de téléspectateurs étaient au rendez-vous devant TF1 pour assister à la diffusion de l'évènement.

## Musiciens
- Basse, Arrangements & Direction d'Orchestre : Guy Delacroix
- Batterie : Laurent Faucheux
- Claviers : Ian Aledji, Frédérick Gaillardet & Jean-Luc Leonardon
- Guitares : Sébastien Chouard & Hervé Brault

## Liste des chansons
| No  | Titre                                             | Musique                                                                                              | Auteur                                                | Durée |
| --- | ------------------------------------------------- | --- | ----------------------------------------------------- | ----- |
| 1.  | Toi + Moi                                         | Les Enfoirés                                                                                         | Grégoire                                              |       |
| 2.  | Voyage au pays des vivants                        | Gérald de Palmas, Christophe Maé, Lorie, Tina Arena                                                  | Johnny Hallyday                                       |       |
| 3.  | Medley "La lampe magique" :                       | |                                                       |       |
|     | - Bidon                                           | Jean-Jacques Goldman                                                                                 | Alain Souchon                                         |       |
|     | - Un enfant de toi                                | Garou, Mimie Mathy                                                                                   | Phil Barney                                           |       |
|     | - Tombé pour elle - L'île aux oiseaux             | Christophe Willem, Liane Foly                                                                        | Pascal Obispo                                         |       |
|     | - Une femme avec une femme                        | Jenifer, Liane Foly                                                                                  | Mecano                                                |       |
|     | - Tombé pour la France                            | Renan Luce, Mimie Mathy                                                                              | Étienne Daho                                          |       |
|     | - Le Blues du businessman                         | Julie Zenatti, Sébastien Chabal, Jean-Jacques Goldman, Garou, Christophe Willem, Jenifer, Renan Luce | Starmania                                             |       |
| 4.  | La Fleur aux dents                                | Renan Luce, Garou, Michèle Laroque, Nolwenn Leroy                                                    | Joe Dassin                                            |       |
| 5.  | Amoureuse                                         | Hélène Ségara, Jean-Louis Aubert, Christophe Willem, Natasha St-Pier                                 | Véronique Sanson                                      |       |
| 6.  | L'homme au bouquet de fleurs                      | Jean-Jacques Goldman, Zazie, Thomas Dutronc, Patrick Fiori                                           | Maxime Le Forestier                                   |       |
| 7.  | Félicie aussi                                     | Thomas Dutronc, Jenifer, Zazie, Maxime Le Forestier                                                  | Fernandel                                             |       |
| 8.  | On s'attache/Aimer vivre                          | Tina Arena, Michèle Laroque, Pascal Obispo, Jean-Louis Aubert, Patrick Bruel                         | Christophe Maé/Johnny Hallyday                        |       |
| 9.  | Medley "Oranges VS Violets" :                     | |                                                       |       |
|     | - Viva la vida                                    | Tina Arena, Pascal Obispo                                                                            | Coldplay                                              |       |
|     | - Hot Summer Night                                | Michael Jones, Julie Zenatti                                                                         | David Tavaré                                          |       |
|     | - I Kissed a Girl                                 | David Hallyday, Claire Keim                                                                          | Katy Perry                                            |       |
|     | - Rayon de soleil                                 | MC Solaar, Lorie                                                                                     | William Baldé                                         |       |
|     | - Rehab                                           | Amel Bent, Jenifer                                                                                   | Amy Winehouse                                         |       |
|     | - Parle à ma main                                 | Bénabar, Natasha St-Pier                                                                             | Michaël Youn                                          |       |
|     | - Dernière danse                                  | Gérald de Palmas, Michèle Laroque                                                                    | Kyo                                                   |       |
| 10. | Je n'attendais que vous                           | Maurane, Patrick Bruel, Christophe Maé, Catherine Lara, La Chorale des Voisins du Dessus             | Garou                                                 |       |
| 11. | Marche à l'ombre                                  | Nolwenn Leroy, Mimie Mathy, David Hallyday, Garou                                                    | Renaud                                                |       |
| 12. | Medley "La véritable histoire de Blanche-Neige" : | |                                                       |       |
|     | - Marre de cette nana-là !                        | Christophe Maé, Patrick Bruel, Pascal Obispo                                                         | Patrick Bruel                                         |       |
|     | - Pour me comprendre                              | Jean-Louis Aubert, Patrick Bruel                                                                     | Michel Berger                                         |       |
|     | - Sacré Charlemagne                               | Michèle Laroque, Thomas Dutronc, Pierre Palmade                                                      | France Gall                                           |       |
|     | - Aii... Tchaa                                    | Kad Merad, Pascal Obispo, Christophe Maé                                                             | Festival Roblès, parodie de Aïcha de Khaled           |       |
|     | - Elle habite ici                                 | Pierre Palmade, Jean-Louis Aubert                                                                    | Gérald de Palmas                                      |       |
|     | - Je veux être noir                               | Julie Zenatti, MC Solaar                                                                             | Nino Ferrer                                           |       |
| 13. | La lettre                                         | Kad Merad, Bénabar, Gérard Darmon                                                                    | Renan Luce                                            |       |
| 14. | I Will Always Love You/Get Up (Sex Machine)       | Zazie, Amel Bent, Christophe Maé, Lââm, Garou                                                        | Whitney Houston, original de Dolly Parton/James Brown |       |
| 15. | Medley "Les danses du Cinéma" :                   | |                                                       |       |
|     | - La Danse de Zorba                               | Lââm, Gérard Darmon                                                                                  | Dalida                                                |       |
|     | - Cotton-Eyed Joe                                 | Renan Luce, Lorie                                                                                    | Rednex                                                |       |
|     | - Les Dalton                                      | Alizée, Amel Bent                                                                                    | Joe Dassin                                            |       |
|     | - Le casatschok                                   | Kad Merad, Zazie                                                                                     | Rika Zaraï                                            |       |
|     | - Eye of the Tiger                                | David Hallyday, Natasha St-Pier                                                                      | Survivor                                              |       |
|     | - Si tu vas à Rio                                 | Patrick Bruel, Claire Keim                                                                           | Dario Moreno                                          |       |
|     | - Dancing Queen                                   | Hélène Ségara, Liane Foly, Les Enfoirés                                                              | ABBA                                                  |       |
| 16. | Une petite cantate                                | Jenifer, Claire Keim, Raphaël, Bénabar                                                               | Barbara                                               |       |
| 17. | Dis-moi                                           | Pascal Obispo, Patrick Fiori, Christophe Willem, Alizée                                              | BB Brunes                                             |       |
| 18. | Medley "Le radio crochet" :                       | |                                                       |       |
|     | - Love Is Gone                                    | Patrick Fiori, Nolwenn Leroy                                                                         | David Guetta                                          |       |
|     | - Aux arbres citoyens                             | Maxime Le Forestier, Jenifer                                                                         | Yannick Noah                                          |       |
|     | - Le Locomotion                                   | Mimie Mathy, Alizée, Julie Zenatti                                                                   | Sylvie Vartan                                         |       |
|     | - Les plages                                      | Thomas Dutronc, David Hallyday, Michael Jones                                                        | Jean-Louis Aubert                                     |       |
|     | - J'ai la musique en moi                          | Garou, Julie Zenatti, Nolwenn Leroy                                                                  | Sabrina Lory                                          |       |
| 19. | Ainsi soit-il                                     | Maurane, Pascal Obispo, Jean-Jacques Goldman                                                         | Louis Chedid                                          |       |
| 20. | Ici les Enfoirés (Adaptation de In the army now)  | Les Enfoirés                                                                                         | Status Quo                                            |       |
| 21. | La Chanson des Restos                             | | Les Enfoirés                                          |       |

## Artistes
Les 39 artistes ayant participé à au moins un des sept concerts sont : 
- ont participé à tous les concerts

- Alizée*
- Tina Arena (21, 23, 24, 25, 26 janvier)
- Jean-Louis Aubert*
- Bénabar*
- Amel Bent*
- Patrick Bruel*
- Sébastien Chabal (Première participation) (25 janvier)
- Gérard Darmon*
- Gérald De Palmas (22, 23, 25, 26 janvier)
- Thomas Dutronc* (Première participation)
- Patrick Fiori*
- Liane Foly (21, 24, 25, 26 janvier)
- Garou*
- Jean-Jacques Goldman*
- David Hallyday (21, 22, 23, 25, 26 janvier)
- Jenifer*
- Michael Jones*
- Claire Keim*
- Lââm*
- Catherine Lara*
- Michèle Laroque*
- Maxime Le Forestier*
- Nolwenn Leroy*
- Lorie*
- Renan Luce* (Première participation)
- Christophe Maé*
- Mimie Mathy*
- Maurane*
- MC Solaar*
- Kad Merad (25 et 26 janvier)
- Pascal Obispo*
- Pierre Palmade*
- Raphael (25 et 26 janvier)
- Franck Ribéry (Première participation) (24 janvier)
- Hélène Ségara*
- Natasha St-Pier*
- Christophe Willem*
- Zazie*
- Julie Zenatti*

## Classements hebdomadaires
| Classement (2009)            | Meilleure place |
| ---------------------------- | --------------- |
| Belgique (Flandre Ultratop)  | 56              |
| Belgique (Wallonie Ultratop) | 1               |
| France (SNEP)                | 1               |
| Suisse (Schweizer Hitparade) | 2               |

## Certifications
| Pays           | Certification | Unités certifiées |
| -------------- | ------------- | ----------------- |
| Belgique (BEA) | Platine       | 20 000            |
| France (SNEP)  | 3 × Platine   | 300 000           |